# Scelotes uluguruensis
Scelotes uluguruensis — вид сцинкоподібних ящірок родини сцинкових (Scincidae). Ендемік Танзанії.

## Поширення і екологія
Scelotes uluguruensis мешкають в горах Улугуру, Східна Усамбара, Нгуру та Удзунгва, які є частиною Східної гірської дуги. Вони живуть в гірських тропічних лісах, на висоті від 500 до 1300 м над рівнем моря.

## Збереження
МСОП класифікує цей вид як вразливий. Scelotes uluguruensis загрожує знищення природного середовища.